# 贝尔雅尔
贝尔雅尔（法語：Belgeard，法語發音：[bɛlʒaʁ]）是法国马耶讷省的一个市镇，属于马耶讷区。

## 地理
贝尔雅尔（48°15'13"N, 0°32'56"W）面积13.01 平方千米，位于法国卢瓦尔河地区大区马耶讷省，该省份为法国西北部内陆省份，北起芒什省和奧恩省，西接伊勒-维莱讷省，南至曼恩-卢瓦尔省，东临萨尔特省。
与贝尔雅尔接壤的市镇（或旧市镇、城区）包括：拉巴佐日蒙潘松、阿龙、科梅、瑞布兰、穆莱、蒙叙尔。

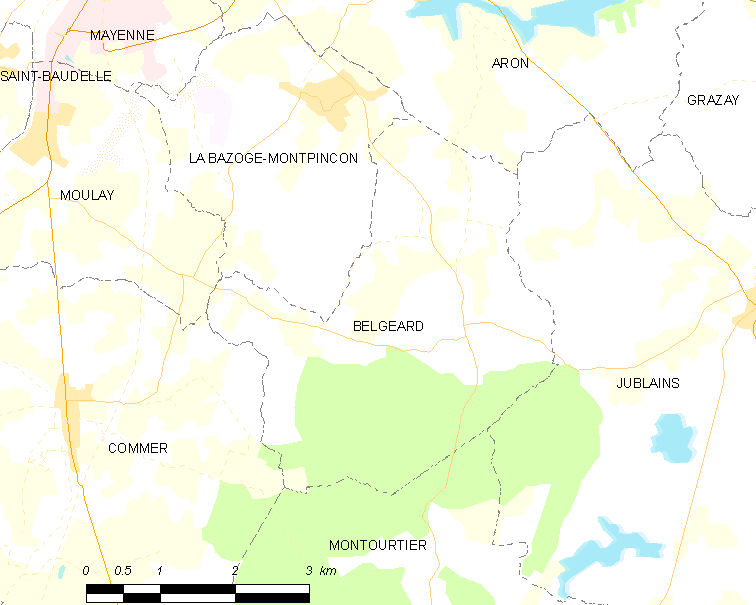
贝尔雅尔的OSM定位图

贝尔雅尔的时区为UTC+01:00、UTC+02:00（夏令时）。

## 行政
贝尔雅尔的邮政编码为53440，INSEE市镇编码为53028。

## 政治
贝尔雅尔所属的省级选区为拉赛堡县。

## 人口

1962-2008年间贝尔雅尔人口变化图示

贝尔雅尔于2022年1月1日时的人口数量为560人。